# Les Casetes del Congost
El vilatge vell de les Casetes del Congost és un antic veral de cases i masos, a Santa Eugènia del Congost, municipi de Tagamanent, al Vallès Oriental, (Catalunya).

## Descripció
Antic vilatge de masos (petites explotacions agrícoles) i masies (cases) del segle xvii que hi havia al voltant del torrent de Santa Eugènia, també anomenat de cal Xesc o de Seguer, i el riu Congost, a la parròquia de Santa Maria de Tagamanent. Totes aquestes antigues cases són esmentades a una obra cabdal per conèixer la toponímia de Tagamanent, el paisatge immediat és envoltat per feixes de conreu a banda i banda de la Vall, enguany però, és tot bosc de pi i alzina. Hi havia un reguitzell de cases, no totes n'han sobreviscut, en resten però en el record de la memòria popular de Tagamanent.

## Arquitectura
Les masies eren de carreus irregulars de pedra vermella i blanca amb brancals de pedra picada del mateix color, sovintejaven les dues alçades. Totes les feixes eren de pedra seca, avui encara les podem veure al bell mig dels alzinams i de les pinasses. amb alguna olivera escadussera als marges de les parets seques.

## Història
Una data important fou la de l'any 1599 quan un privilegi Reial de Felip II d'Aragó i Catalunya, n'autoritzà l'exportació de vi de collita pròpia. Aquesta cessió marcà l'inici d'un important impuls econòmic que girà entorn del conreu de la vinya i l'obertura de nous mercats per aquest producte, aquest cicle econòmic positiu feu que s'hi establissin al segle xvii un munt de masos al voltant del veral del Congost. Cal tenir en compte que es produïen una mitjana de 300 càrregues de vi anuals a tota la Vall del Congost, per tant el pes econòmic d'aquest cultiu era molt important per tots els masos de Tagamanent.
Només la fil·loxera a finals del segle xix, feu estralls i engegà en orris el conreu de la vinya. A les feixes es van plantar pins, canviant-ne per sempre més el paisatge i la vida econòmica de la Vall del Congost i de bona part de Catalunya. El boom industrial del XIX, feu que endeguessin noves activitats com les pedreres de llosa vermella, una activitat que encara avui hi sobreviu, de fet tot pujant des de Santa Eugènia del Congost per l'escales de pedra que hi ha a peu de la C-17, encara es poden veure les antigues pedreres de La Casa Nova, ara tupides d'un alzinam esplèndid i que li dona un encant decadent.

## Masos del Congost

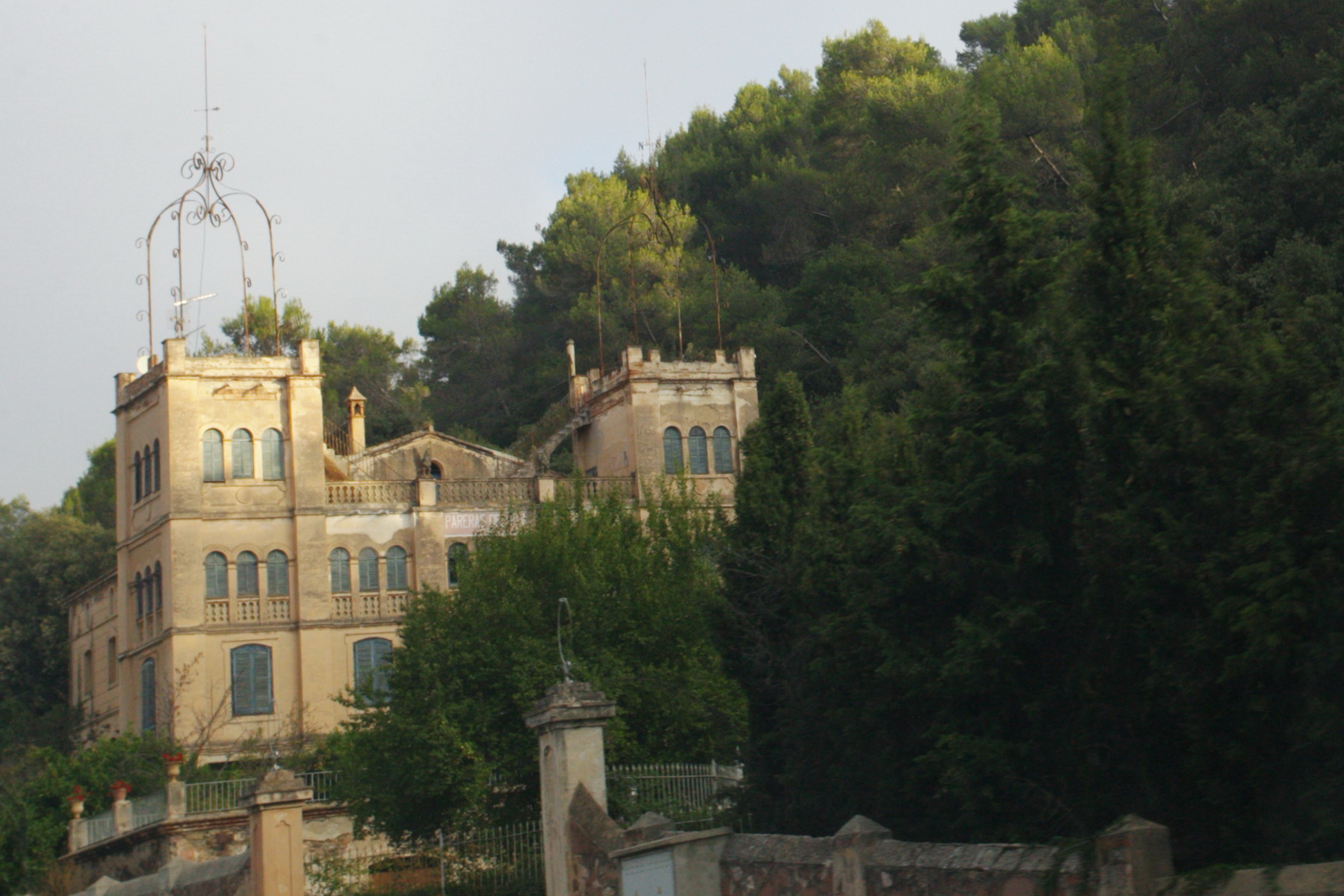
mas Pereres del Pla

Hi havia vint-i-un masos o masies datades al segle xvii. Enguany només en resten dempeus dotze (deu en perfecte estat de conservació i dues en ruïnes), les nou restants van desaparèixer per enderrocs ocasionats per l'obertura de la carretera Barcelona-Vic a l'última meitat del segle xix, pel primer desdoblament de la N-152 els anys vuitanta del segle XX i pel canvi de traçat de la C-17 l'any 2008.
Cal diferenciar-ne entre el mas que és el conjunt de casa o cases, terres de conreu i boscos; i la masia que és la casa sola.
- mas Santaeugènia
- mas Can Pere Torn del Serrat,[7] Pla de la Perera
- mas La Casa Nova de can Pere Torn[8] Cal Músic Nou, La Casa Nova
- mas Cal Frare del Serrat, Cal Frare del Congost[9]
- mas Can Figueres, Can Kaiser[10]
- mas Cal Teixidor, Teixidor del Congost[10]
- mas Cal Torn de la Creu, El Rieral[11]
- mas Can Tallada[12]
- La Rectoria
- mas Cal Toni Jaume[13]
- mas Can Farrés, Can Morera
- mas Cal Jaume Torn, Can Fèlix, La Miranda
- mas Cal Capellà, Can Jalenques
- mas Can Pere Jan, Cal Pere Joan[9]
- mas Can Jeroni (Tagamanent), Can Jeroni Perera, Cal Josep[14]
- mas Can Pere Moliner
- mas Can Pou (Tagamanent), cal Tòtil[15]
- mas Cal Músic, Ca La Rosa, Cal Músich, Cal Músich del Congost, Can Vilardebò Romeu
- mas Cal Xesc, Cal Xesch, Cal Xesch del Congost
- mas Can Sant (Tagamanent), Can San del Congost
- mas Pereres del Pla

Cada casa va tenir diferents noms en el decurs dels segles

### Masos d'interès d'altres veïnatges de Santa Eugènia del Congost
- mas El Folló
- Domus de La Pedralba
- mas Castellseguer (antiga Casa Forta)
- mas el Torn (Tagamanent), el Torn del Sot
- mas La Torre del Congost
- mas del Molí de la Torre
- mas Pereres del Bac
- mas Cal Petit (Tagamanent), Cal Petit de les Basses, Cal Tòtil